# Pajapita
Pajapita é uma cidade da Guatemala do departamento de San Marcos.